# كاليستو إنترتنمنت
كاليستو إنترتنمنت (بالإنجليزية: Kalisto Entertainment)، هي شركة فرنسية سابقة، تأسست الشركة سنة 1990، وأعلنت حلها سنة 2002، وكانت مقرها في مدينة بوردو الفرنسية.